# Neu!
Neu! war eine deutsche Krautrock-Band, die 1971 von Michael Rother und Klaus Dinger in Düsseldorf gegründet wurde und sich 1975 wieder auflöste. Zwischen 1972 und 1975 veröffentlichte sie drei Alben experimenteller Rockmusik, die zeitgenössisch zwar nur begrenzten kommerziellen Erfolg in Deutschland und England hatten, aber später breitere Anerkennung fanden. Sie übten spürbaren Einfluss auf nachfolgende Musiker aus.

## Geschichte

### 1971–1975: Aktive Zeit
Neu! wurden 1971 aus einer frühen Besetzung der Gruppe Kraftwerk gegründet. Der Schlagzeuger Klaus Dinger war während der Aufnahmen zum Debütalbum (1970) zu Kraftwerk gestoßen, Michael Rother wurde nach Fertigstellung des Albums als Kraftwerk-Mitglied angeworben.
Der Kraftwerk-Gründer Ralf Hütter verließ die Band dann und für ein halbes Jahr bestand die Gruppe aus Rother, Dinger und Schneider. Die Besetzung spielte einige wenige Konzerte und auch in der Fernsehsendung Beatclub. Aufnahmesessions in Conny Planks Studio erwiesen sich als wenig fruchtbar, so dass Dinger und Rother sich von Schneider trennten und gemeinsam mit Plank an einem neuen Projekt arbeiteten.
Rother und Dinger setzten sich zum Ziel, „innovativ und ungehört“ zu klingen, daher nannten sie die Gruppe Neu!. Zugleich karikierten sie damit die Häufigkeit des Begriffs im Anzeigenwesen, auch in Bezug auf die Musikindustrie. Gemeinsam mit Conny Plank nahmen sie dann in dessen Studio im Dezember 1971 innerhalb von vier Tagen ihr erstes, selbstfinanziertes und selbstbetiteltes Debütalbum auf. Erst in den Sessions des dritten Tages jedoch entstand mit Negativland das erste Stück, das es auf das Album schaffte. Für die Mischung des Albums stand dann eine Woche zur Verfügung. Das Album erschien 1972 und verkaufte rund 35.000 Exemplare in Deutschland, angesichts seiner unkonventionellen Natur ein Erfolg. Im selben Jahr veröffentlichte die Band die in Giorgio Moroders Münchener Studio aufgenommene Single Super/Neuschnee, letzteres war von Hallogallo abgeleitet.
Ihr zweites Album, Neu! 2, nahm die Gruppe im Januar 1973 innerhalb von vier Tagen in den Windrose-Studios auf. Nach Ablauf der Studiozeit war allerdings nur Material für ein knappes halbes Album fertig und die Plattenfirma weigerte sich, Rother und Dinger weiteres Geld zu geben. So entschied sich die Gruppe, den Mangel an Aufnahmen zu beheben, indem sie die zweite Seite des Albums mit den Stücken der zuvor veröffentlichten Neuschnee/Super-Single, experimentellen Variationen derselben Stücke und Tonbandexperimenten füllten. Dieses Vorgehen beschrieb Dinger später als „Pop-Art-Lösung für ein Pop-Problem“. Abseits von dieser Besonderheit war Neu! 2 musikalisch den Ideen des Debüts sehr ähnlich, wenngleich es eine breitere Instrumentierung aufwies. Auch dieses Album verkaufte in den ersten zwei Jahren nach Erscheinen rund 30.000 Exemplare.
Mit dem zweiten Album begannen Differenzen zwischen Dinger und Rother zuzunehmen. Dinger wollte live spielen und zugunsten von mehr Präsenz auf der Bühne auch vom Schlagzeug weg zur Gitarre wechseln sowie Gesang einführen. Um live spielen zu können, suchten Neu! nach Bühnenmusikern. 1973 fuhr Rother daher zur Kommune von Cluster, um zu sehen, ob sie als Bühnenband für Neu! in Betracht kämen. Statt der Livepläne für Neu! verfolgte Rother in der Folge aber mit Dieter Moebius und Hans-Joachim Roedelius das Projekt Harmonia und wandte sich allmählich von der weiteren Zusammenarbeit mit Dinger ab.
Trotzdem fanden sich Neu! nach einer längeren Pause noch einmal zusammen. Beim letzten regulär erschienenen Neu!-Studioalbum, Neu! ’75 mündete dieser Unterschied in den Vorstellungen zwischen Dinger und Rother bereits in eine Teilung der Platte - eine Seite wurde von Rother, die andere von Dinger gestaltet. Dinger, der einen dynamischeren und kraftvolleren Sound anstrebte, wechselte an die Gitarre, führte Gesang ein und lud für die entsprechenden Aufnahmen seinen Bruder Thomas und Hans Lampe dazu, die beide parallel Schlagzeug spielten. Das führte zu einem deutlich rockigeren „Proto-Punk“-Sound als bei der sehr melodiösen Albumhälfte Rothers.
Nach der Veröffentlichung von Neu! ’75 löste sich die Gruppe auf. Rother arbeitete weiter mit dem Nebenprojekt Harmonia und begann bald eine Solokarriere, Dinger gründete mit seinem Bruder und Lampe La Düsseldorf.
Neu! waren eine ausgewiesene Studioband und haben in der Zeit ihres Bestehens nur sieben Livekonzerte gespielt, darunter auch gemeinsam mit Kraftwerk und Cluster in England, dem einzigen Land außerhalb Deutschlands, wo sie einen gewissen Erfolg hatten. Bei den ersten beiden Konzerten waren nur Rother und Dinger selbst auf der Bühne. Da die komplexen Sounds hier von Kassettenrekordern kam und das Publikum diese Präsentation nicht akzeptierte, wurden später Eberhard Kranemann sowie Uli Trepte von Guru Guru eingeladen, um auch aufwändigeres Material spielen und live darbieten zu können. Weder Rother noch Dinger konnten sich aber dauerhaft mit den Stilen der beiden im Kontext von Neu! anfreunden. Der spätere Musikmanager Bernd Dopp besuchte eines dieser Konzerte in der Hamburger Fabrik mit Uli Trepte am Bass und erinnerte sich an ein Konzert, bei dem sich die Musiker kaum bewegten, die Band aber eine „durchgehend groovende Maschine“ gewesen sei, bei der insbesondere der „Groove von Dingers Schlagzeug überragend“ war.

### 1985–1986: Missglücktes Comeback
Zwischen Oktober 1985 und April 1986 versuchten Dinger und Rother, Neu! zu reaktivieren. Man begab sich ins Studio, arbeitete mit wesentlich mehr Synthesizern und richtete die Kompositionen stärker nach kommerziellen Aspekten aus. Während der Aufnahmen zerstritten sich Dinger und Rother ein weiteres Mal aufgrund von musikalischen und persönlichen Differenzen, das Album wurde nicht fertiggestellt und blieb unvollendet.

### Ab 1987: Lizenzstreitigkeiten
1983 stellte Metronome, die Plattenfirma von Neu!, die Produktion aller Alben der Band ein. Seither waren Alben von Neu! nicht mehr offiziell erhältlich. Angebote von Labels wie Mute oder Universal zu Neuausgaben auf CD scheiterten vor allem an Dingers Misstrauen. Zahlreiche Labels veröffentlichten in dieser Zeit illegale Raubdrucke der Alben auf CD. 1995 gab Dinger ohne Absprache mit Rother die 1985 und 1986 entstandenen Aufnahmen als Neu! 4 für eine offizielle Veröffentlichung über Captain Trip Records frei, ebenso Neu! ’72 Live in Düsseldorf, ein mit einem Kassettenrekorder aufgezeichneter Mitschnitt einer Probesession der Band mit Eberhard Kranemann.
Ende der 1990er Jahre meldete sich dann Herbert Grönemeyer, Fan von Neu!, bei Rother und Dinger, um eine Neuauflage zu ermöglichen. Ihm gelang es, beide zu einer Neuausgabe der Alben zu bewegen. Zu diesem Zweck gründete Grönemeyer eigens das Label Grönland Records, die drei neu gemasterten Alben erschienen dann zeitgleich im Jahr 2001. Klaus Dinger starb am 21. März 2008. 2010 erschien dann auch das Album Neu ’86, das die Neu! 4 zugrunde liegenden Aufnahmen neu aufbereitet präsentierte. Parallel erschien eine 4-LP-Box (mit: Neu!, Neu! 2, Neu! ’75 und Neu! ’86), 2022 zum 50-jährigen Jubiläum der Band als Neu! - 50!.

## Stil
Neu! wollten sich von der Imitation und Interpretation bestehender musikalischer Ideen und so auch den Klischees englischer Rock- und Popmusik lösen. Sowohl Dinger als auch Rother wollten diese hinter sich lassen, Rother sprach sogar von einer gedanklichen „Stunde Null“. Trotz oberflächlicher musikalischer Nähen zu ihren Kollegen von Kraftwerk verließen sie sich im Unterschied zu deren streng planender Vorgehensweise auf Spontanität, Emotionalität und Improvisation als leitende Ideen und legten Wert darauf, dass bei ihnen mit der "Schönheit auch eine Portion Schmutz" verbunden sei, auf starke Emotionen und eine abstraktere Präsentation der Szenerien. Die Regelmäßigkeit von Dingers Schlagzeug und die Schichtungen der mit Effekten versehenen E-Gitarre gab Neu! zwar die Anmutung elektronischer Musik, Dinger hatte aber zu dieser Zeit eine starke Abneigung gegen den Gebrauch elektronischer Instrumente.
Neu! produzierte ihre Musik dementsprechend vornehmlich in Sessions, weder wurde im Vorfeld geprobt noch komponiert. Erst ab 1974 begann Rother mit einem Vierspurrekorder Ideen zu skizzieren und zu komponieren, so entstanden die Stücke Isi und Seeland für das Album Neu! ’75. Dabei verließen sich auf die Spannung zwischen ihren unterschiedlichen musikalischen Persönlichkeiten, „Dinger’s manischer Performance des Motorik-Beats und Rothers glatter, losgelöster Gitarre, aber auch Dinger’s metronomischem Puls und Rothers schrillem Lärm“.
Von grundlegender Bedeutung für den Stil von Neu! war Dingers sogenannte Motorik, der Beat, der zahlreiche ihrer Stücke prägte. Die Motorik (ein Begriff, den die Band selbst nicht benutzte, Dinger sprach von der „langen Gerade“) war ein 4/4-Takt, der auf Synkopen verzichtete, minimalistisch, pulsierend und einem Metronom ähnlich. Zwar war dieser Beat auch in Stücken anderer Krautrockbands wie Can oder Kraftwerk zu finden, nur bei Neu! war er aber grundlegend für den gesamten Sound. Dinger bezog sich im balancierenden Verwahren gegen angloamerikanische Rocktraditionen und Deutschtümelei gleichermaßen dabei auf „Einflüsse aus der ganzen Welt“, verwies auf afrikanische Trommeln und nannte seinen Stil zeitweise auch „Apache-Beat“.
Für das Gitarrenspiel Rothers waren neben klassischer Musik, die er durch seine Mutter, eine Konzertpianistin, kennengelernt hatte, auch Formen pakistanischer und indischer Musik einflussreich, da er als Kind zeitweise in Pakistan aufgewachsen war. Sie evozierten in ihm das Gefühl, „wie ein Surfer auf einer Welle nach vorne getragen zu werden; [...] die eine Form von Endlosigkeit ausdrückt“, was er als Kernaussage von Neu! begriff. Rother verfolgte ein minimalistisches Ideal, trainierte sich blues- und popbasierte Gitarrenstrukturen wieder ab und verlangsamte sein Spiel, eine Strategie, die er als „Eine Saite, eine Idee, geradeaus gehen, Dynamik erkunden“ umschrieb.
Von großem Einfluss für den Stil der Band war auch die Produktion durch Conny Plank. Zwar brachte Plank anders als andere Produzenten keinen eigenen Stil in das Geflecht von Neu! ein, ermöglichte ihnen aber durch seine gedankliche Offenheit, seinen Sinn für Timing und seine Beherrschung der zeitgenössischen Studiotechnik auch unkonventionelle Ideen zu realisieren.

## Rezeption
David Bowie kaufte sich 1975 in Berlin Neu! 2 und zeigte sich „verführt vom Zusammenspiel der aggressiven Gitarrendröhnung mit dem fast, aber nicht ganz roboterhaft-maschinellen Schlagzeugspiel von Dinger“. Letzteres fand dann ein Echo auf seinem Stück Station to Station vom gleichnamigen Album sowie auf dem von Neu!s Hero beeinflussten Song Heroes. Bowie spielte die Platte dann auch Brian Eno vor und sie wurde für beide Teil ihres „Soundtracks für das Jahr 1976“. Brian Eno sagte später, dass es “in den 70er Jahren drei bedeutende Beats gab: Fela Kutis Afrobeat, James Browns Funk-Beat und Klaus Dingers NEU-Beat”.
Julian Cope sagte über Neu! "Die Musik und die Geschichte von Neu! ist eine Legende mit einem großen Kanon an Werken, die mit ihr verbunden sind." und speziell über Hallogallo „Hätten sich Neu! gleich nach dem ersten Stück ihrer ersten LP aufgelöst, hätten sie immer noch den Rock 'n' Roll verändert.“ Ian Curtis führte die Alben von Neu! bei Joy Division ein, sie übten einen starken Einfluss auf ihren Schlagzeuger, Stephen Morris (später New Order), aus. 1983 veröffentlichte die Band Orchestral Manoeuvres in the Dark das Stück 4-Neu als Hommage an die Band.
Die Band Stereolab orientierte sich stark am Sound von Neu!, was in Dinger das Gefühl auslöste, ausgenutzt zu werden. Die Band lud daraufhin Dinger zu einem ihrer Konzerte ein, um ihn vom Gegenteil zu überzeugen. Zwar kam Dinger, weigerte sich dann aber, die Halle zu betreten. Auch Oasis beriefen sich für ihre Single The Shock of the Lightning neben Can auf Neu! als Einfluss. Sie waren auch vertreten auf dem 2009 erschienenen Tributalbum Brand Neu!, an dem neben ihnen Gruppen wie LCD Soundsystem und Primal Scream beteiligt waren. 2022 erschien ein weiteres Tributalbum mit Remixen unter anderem von The National, Fink, Mogwai und Stephen Morris.

## Diskografie

### Alben
- 1972: Neu! (Brain Records)
- 1973: Neu! 2 (Brain Records)
- 1975: Neu! ’75 (Brain Records)
- 1995: Neu! 4 (Captain Trip Records)
- 1996: Neu! ’72 Live in Düsseldorf (Captain Trip Records)
- 2010: Neu! ’86 (Überarbeitete und erweiterte Neuauflage von Neu! 4) (Grönland)

### Boxsets und Sammlerausgaben
- 2010: Neu! 4-Fach Vinyl Box (Grönland)
- 2010: Neu! Digital Box (Grönland)
- 2022: Neu! – 50! 5-Fach Vinyl Box (Grönland)

### Musikbeispiele
- Neu! ISI auf YouTube
- Neu! Weissensee auf YouTube
- Neu! Hero auf YouTube